# Franck Sémonin
Franck Sémonin, né le 7 novembre 1972 à Nantes, est un acteur français.
Il est connu pour être le premier interprète du personnage Patrick Nebout dans le feuilleton Plus belle la vie de 2012 à 2013. Depuis 2013, il interprète le lieutenant Lucas Auriol dans Section de recherches.

## Biographie

### Enfance et formation
Franck Sémonin est formé à la comédie et au chant dès son plus jeune âge, tout en prenant des cours de guitare et de piano. Il pratique de nombreux sports, dont le Superbike (moto sur circuit), l’équitation, le golf, la course à pied, la musculation, et le windsurf. Il est également champion de judo, où il a atteint un niveau de compétition.
Il suit de 1998 à 1999 une formation aux métiers du divertissement (cinéma, théâtre et chant) au Studio Fame à Paris. Parallèlement, il fait une formation équestre & cascade auprès de Mario Luraschi et Hugues Landormy. De 2000 à 2007, il suit une formation de comédien et assistant metteur en scène au théâtre de l'Acthalia au Mans.
Pour subvenir à ses besoins, il enchaîne les petits boulots : manutentionnaire à Rungis, hôte d'accueil, barman, DJ et videur.

### Carrière
Pendant de nombreuses années, il est comédien au théâtre au Mans, sous la direction d'Olivier Couasnon.
En 2006, il est repéré par Robert Hossein pour son spectacle Ben Hur, et interprète Messala, le tribu Romain.
À la télévision, il joue des petits rôles dans les séries policières Duval et Moretti (2007), Julie Lescaut (2008) et Diane, femme flic (2009).
En février 2012, il intègre la distribution de la série Plus belle la vie, diffusée quotidiennement sur France 3. Il y devient un acteur récurrent et joue le rôle de Patrick Nebout, le commandant de police au commissariat du Mistral. Parallèlement, à partir de la même année, il obtient un autre rôle récurrent dans la série No Limit de TF1, où il joue le beau-frère de Vincent (Vincent Elbaz).
En 2013, Dominique Lancelot, scénariste et productrice, lui propose un rôle dans la série Section de recherches de TF1. Ne pouvant incarner à la fois un policier sur le service public et un gendarme sur une chaîne privée, France 3 lui demande de choisir entre les deux séries. En avril 2013, il annonce son départ du feuilleton marseillais, son personnage est cependant conservé et désormais interprété par Jérôme Bertin. En 2013, il devient le lieutenant Lucas Auriol, personnage principal de la série Section de recherches depuis sa huitième saison et sa relocalisation à Nice.
En janvier 2020, il participe à l'émission Stars à nu présentée par Alessandra Sublet sur TF1, aux côtés de Philippe Candeloro, Olivier Delacroix, Alexandre Devoise, Baptiste Giabiconi, Bruno Guillon et Satya Oblette.
Septembre 2024 est pour lui le retour aux sources. Il devient Metteur en scène de l'atelier Théâtre Art Dramatique Scène 55 à Mougins, où il réalise six mises en scène en huit mois, dont Art - Yasmina Reza, Huit Femmes - Robert Thomas, Un air de Famille - Jaoui/Bacri, Huis Clos - Jean Paul Sartre, Le Prénom - Alexandre de La Patellière et Matthieu Delaporte, et le Diner de Cons - Francis Veber, présentée par les élèves pour l'ouverture du festival Rire à Mougins.

### Vie privée
Il a deux frères, Marc et Sébastien, et une sœur, Laure.[réf. nécessaire]
Il est père de 3 garçons : Théo, Gabin et Ariel, né le 31 juillet 2013. Il s'est marié avec sa compagne Hélène, mère de ses trois enfants, le 12 octobre 2013 et a divorcé le 9 janvier 2025.

## Filmographie

### Cinéma

#### Courts-métrages
- 2005 : Nicolas II est l'homme à abattre de Laurent Péan
- 2006 : Les Yeux rouges d'Olivier Philippe
- 2006 : Piège à Conviction de Jean Luc Adaine
- 2006 : Visite de courtoisie de David Rosier
- 2006 : La Mémoire courte de David Rosier
- 2006 : Sauver Lola de Christophe Coudert
- 2007 : Arrosez les bien ! de Christelle Soutif (voix)
- 2007 : Sommes nous bien présentés ? de David Rosier
- 2007 : Rémi, Lola, Ben et Amel d'Anne Voutey
- 2008 : Le Grand nettoyage de Fabien Pruvot
- 2010 : RDV de Julien Banié
- 2024 : MEDUSA de Sarah Meyohas

#### Longs-métrages
- 2009 : Black de Pierre Laffargue : Mercenaire de Pedersen

### Télévision

#### Téléfilms
- 2014 : Un parfum de sang de Pierre Lacan : Alain Versini
- 2015 : Meurtres en Bourgogne de Jérôme Navarro : Fred
- 2016 : Elles... Les Filles du Plessis de Bénédicte Delmas : père de Marie-France

#### Séries télévisées
- 2007 : Duval et Moretti : Rodolphe (épisode 1.14)
- 2008 : Julie Lescaut : Julien Lagarde (épisode 17.03)
- 2009 : Diane, femme flic (1 épisode)
- 2012-2013 : Plus belle la vie : Patrick Nebout #1 (saisons 8 et 9)
- 2012-2013 : No Limit : Christophe, le beau-frère de Vincent (6 épisodes, saisons 1 et 2)
- 2013 : Enquêtes réservées : Manuel Bercot (épisode 5.03)
- 2018 : Crimes parfaits : Alain Saunier (épisode Le Grand saut)
- 2019 : Camping Paradis : Thierry (épisode Une Voix en or)
- 2019 : Alice Nevers : Le juge est une femme :  Lieutenant Lucas Auriol (saison 17, épisodes 1 et 2)
- 2020-2021 : Demain nous appartient : Franck Guého (épisodes 819 à 851)
- 2022 : Léo Mattéï, Brigade des mineurs (saison 9)
- 2023 : Astrid et Raphaëlle : DG Opera (saison 4, épisode 6)
- 2013-2025 : Section de recherches : Lieutenant Lucas Auriol (saisons 8 à 18)

## Théâtre
- 2002 : Ils se sont aimés de Muriel Robin et Pierre Palmade
- 2002 : Ils s'aiment de Muriel Robin et Pierre Palmade
- 2002 : Pour un Oui, Pour un Non de Nathalie Sarraute
- 2003 : Hôtel des deux mondes d'Éric-Emmanuel Schmitt
- 2003 : Petits crimes conjugaux d'Éric-Emmanuel Schmitt
- 2003 : Un air de famille d'Agnès Jaoui et Jean-Pierre Bacri
- 2003 : La Baby-sitter de René de Obaldia
- 2003 : Le père Noël est une ordure de Le Splendid
- 2004 : Trois versions de la vie de Yasmina Reza
- 2004 : L'Astronome de Didier van Cauwelaert
- 2005 : Noces de sables de Didier van Cauwelaert
- 2005 : L'Inscription de Gérald Sibleyras
- 2005 : Exercices de style de Raymond Queneau
- 2005 : Inconnu à cette adresse de Kressman Taylor
- 2006 : Harold et Maude de Colin Higgins
- 2006 : La Visite de Victor Haïm, avec comme partenaire Marie Boisteau en alternance avec Marie Lefoulon Parigi
- 2006 : Ben-Hur de Lewis Wallace, mise en scène de Robert Hossein (Stade de France)
- 2007 : Inconnu à cette adresse de Kressman Taylor
- 2007 : La Tentation du Pouvoir de Eric Brown et Olivier Couasnon
- 2008 : Inconnu à cette adresse de Kressman Taylor
- 2008 : Le Miroir d'Arthur Miller
- 2009 : Inconnu à cette adresse de Kressman Taylor
- 2009 : Comme dans un rêve de Sacha Guitry
- 2010 : Vernissage de Václav Havel
- 2010 : Pétition de Václav Havel
- 2010 : Ben-Hur de Lewis Wallace, avec Russel Crowe, mise en scène de Robert Hossein (Sydney, Australie)
- 2011 : « Art » de Yasmina Reza
- 2011 : Le Fauteuil à bascule de Jean-Claude Brisville
- 2012 : La Vérité de Florian Zeller

Metteur en Scène
- 2024 : Art de Yasmina Reza
- 2024 : Huit Femmes de Robert Thomas
- 2025 : Un air de Famille de Agnès Jaoui - Jean Pierre Bacri
- 2025 : Huis Clos de Jean Paul Sartre
- 2025 : Le Diner de Cons de Francis Veber
- 2025 : Le Prénom de Alexandre de La Patellière et Matthieu Delaporte

### Clip
- 2017 : Dancer in Paradise de Glamory (également réalisateur)

### Publicité
- Ajax Professional
- Brice
- Optical Center
- Lukkas
- Primagaz
- Axa Assurances
- Generali Assurances
- Alteïs Mutuelles
- Compagnons Constructeurs